# Adriano Cecioni
Adriano Cecioni (Fontebuona, 26 luglio 1836 – Firenze, 23 maggio 1886) è stato uno scultore, pittore e critico d'arte italiano.

## Biografia
Nato a Fontebuona, frazione di Vaglia da Giuseppe ed Umiliana Cecchini, benestanti perché proprietari di immobili, studia presso l'Accademia di belle arti di Firenze come allievo dello scultore Aristodemo Costoli e nel 1859 si arruola come bersagliere alla seconda guerra di indipendenza. 

Tornato a Firenze l'anno successivo, partecipa senza successo a un concorso bandito da Bettino Ricasoli per la realizzazione di una statua di Carlo Alberto da erigere in Piazza Santa Maria Novella e si avvicina al movimento artistico dei macchiaioli, di cui è considerato il teorico e l'animatore, dove si lega ai colleghi Telemaco Signorini, Vincenzo Cabianca e Cristiano Banti.
Nel 1863 si aggiudica una borsa di studio dell'Accademia fiorentina e si trasferisce a Portici, dando vita alla cosiddetta Scuola di Resìna insieme a Giuseppe De Nittis, Marco De Gregorio e Federico Rossano, che ha l'intento di integrare le istanze macchiaiole con il naturalismo della scuola napoletana: nel 1865 si sposa con Luisa Maiorino.
Tornato a Firenze nel 1868 a conclusione della borsa di studio, nel 1870 si trasferisce a Parigi dall'amico Giuseppe De Nittis dove, contrariamente al collega, non riesce ad adattarsi alla superficialità e all'estremo nazionalismo del mondo artistico parigino, nonostante i consensi riscossi al Salon del Louvre con Bambino col gallo e lo stesso anno ritorna a Firenze, rompendo ogni rapporto con De Nittis.
Da uno scritto del 24 luglio 1870 all'amico Telemaco Signorini
()
Le difficoltà economiche e la morte di una figlia accrescono la sua naturale inquietudine e, tra il 1871 e il 1872, si sposta tra Parigi e Londra, dove lavora come caricaturista per il periodico Vanity Fair, tornando a Firenze nel 1873, anno nel quale collabora con Diego Martelli e Telemaco Signorini alla pubblicazione de Il Giornale artistico, periodico progressista di belle arti, scientifico e letterario, dove non risparmia critiche ai "nemici" francesi della Scuola di Barbizon. 
Nel 1880 partecipa all'Esposizione nazionale di belle arti di Torino con La Madre, riscuotendo valutazioni contrastanti che danno luogo ad accesi dibattiti con critici come Enrico Panzacchi che, in qualità di giudici, avevano stroncato la sua opera. Nel 1883 partecipa all'Esposizione di Roma e l'anno seguente viene nominato dal Ministero della Pubblica Istruzione maestro di disegno presso l'Istituto Superiore Femminile di Magistero, collegato con l'Istituto di studi superiori di Firenze; con la relativa tranquillità economica che ne consegue, si dedica agli scritti sui periodici Fanfulla della domenica e Capitan Fracassa e all'educazione artistica (tra gli allievi, Giorgio Kienerk).
Muore improvvisamente a Firenze il 23 maggio 1886. 
Buona parte della famiglia Cecioni è composta da apprezzati artisti, seguendo le velleità del padre Giuseppe: la sorella Giovanna è pittrice autodidatta di fama solo recentemente riconosciuta, i fratelli Enrico ed Egisto mosaicisti.
Nel 1970 gli è stata dedicata la personale Cecioni scultore presso la Galleria d’Arte Moderna, Palazzo Pitti di Firenze.
(Giosuè Carducci)

## Stile e opere principali

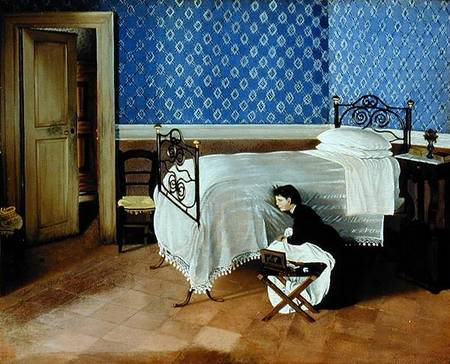
Adriano Cecioni, Interno con figura

All'attività di scultore, prevalente rispetto a quella di pittore, affianca la produzione di caricature di personaggi (Wilkie Collins, Silvestro Lega, Vincenzo Cabianca, Spencer Walpole, Samuel Morley) e luoghi noti e una forte impronta critica che lo porta alla composizione di saggi e alla scrittura su periodici.
La frequentazione con le correnti macchiaiola e della Scuola di Resìna esercita una modesta influenza sull'attività artistica di Cecioni, conforme ai canoni Veristi con rare eccezioni, come Veduta di Napoli (1865-1868), se non per le ambientazioni generalmente limitate agli ambiti domestico e familiare (Ragazzi che lavorano l’alabastro, Ritratto della moglie, Le ricamatrici, Le faccende di casa), nelle quali è comunque evidente il gusto seicentesco per il dettaglio nei particolari dei dipinti, di retaggio della scuola napoletana e la stilizzazione dei soggetti, ridotti quasi a caricature.
Negli scritti, traspare una forte ammirazione per l'ideologia realistica del pittore francese Gustave Courbet.
Nel 1867 il gesso Il suicida, ispirato a una poesia di Giacomo Leopardi, viene valutato negativamente dalla giuria dell'Accademia di belle arti di Firenze, episodio che suscita un'accesa coda polemica tra l'artista e i giudici e che porta Cecioni a cercare all'estero, tra Parigi e Londra, una collocazione all'interno del panorama artistico contemporaneo. Nonostante i buoni riscontri del Bambino col gallo nella capitale francese, decide di ritornare in patria. Nel 1880 partecipa all'Esposizione nazionale di belle arti di Torino con il gesso di La madre, che ispira un'omonima ode di Giosuè Carducci (Libro II delle Odi barbare, La madre, Gruppo di Adriano Cecioni) ma viene aspramente criticata dalla critica per la mancata idealizzazione della figura femminile. La reazione di Cecioni si concretizza con la pubblicazione, con lo pseudonimo di Ippolito Castiglione, dei pamphlet La premiazione all'Esposizione Nazionale di Torino del 1880 e I critici profani all'Esposizione Nazionale del 1880 di Torino dove lo scultore definisce profana e mercenaria la critica contemporanea e invita a diffidare di chi scrive d'arte senza essere artista, affermazione rivolta a Enrico Panzacchi e Ferdinando Martini con i quali ha luogo un acceso dibattito sul Fanfulla della domenica. 
La produzione saggistica, di cui si trova traccia nella Domenica letteraria, è focalizzata sulle descrizioni ideologiche del movimento Macchiaiolo e delle sue correlazioni con gli Impressionisti francesi e lo configura come critico molto apprezzato dai suoi contemporanei.
I suoi scritti sono stati raccolti nel volume Opere e scritti, edito nel 1932 a cura di Enrico Somaré.
Scultura:
- Il suicida (1865-1867), gesso, Galleria d’Arte Moderna, Palazzo Pitti di Firenze;
- La madre (1878-1879), gesso, Galleria d’Arte Moderna, Palazzo Pitti di Firenze;
- Cane che defeca (1880), bronzo, collezione privata;
- Cane che guarda il padrone (1880), terracotta, collezione privata;
- Colpo di vento (1880-1881), terracotta, Galleria d’Arte Moderna, Palazzo Pitti di Firenze;
- Incontro per le scale (1884-1886), marmo, Galleria d’Arte Moderna, Palazzo Pitti di Firenze;
- La madre (1884-1886) marmo, Galleria Nazionale d'Arte Moderna di Roma.

Pittura:
- Le ricamatrici (1865), olio su tela, collezione privata;
- Veduta cittadina (1865-1868), olio su tavola, Galleria d’Arte Moderna, Palazzo Pitti di Firenze;
- Il Caffè Michelangiolo (1867), acquerello su carta, collezione privata;
- Ragazzi che lavorano l’alabastro (1867), olio su cartone, Pinacoteca di Brera di Milano;
- Ritratto della moglie (1867-1868), olio su tela, Galleria d’Arte Moderna, Palazzo Pitti di Firenze;
- Ragazzi mascherati da grandi (1867-1868), olio su tela, Galleria d’Arte Moderna, Palazzo Pitti di Firenze;
- Interno con figura (1867-1870), olio su tela, Galleria Nazionale d'Arte Moderna di Roma;
- Interno (Gioco interrotto) (1867-1870), olio su tela, Galleria Nazionale d'Arte Moderna di Roma;
- Le faccende di casa (1868-1869), olio su tavola, collezione privata.